# Grand Royal
Grand Royal va ser un segell discogràfic fundat el 1992 pel grup de rap Beastie Boys juntament amb Capitol Records després que el grup marxés de Def Jam Recordings. Tenia la seu a Los Angeles. Grand Royal també era el nom d'una revista escrita i publicada pel grup. La distribució total dels sis números de Grand Royal es va estimar en 300.000 exemplars.
Grand Royal va tancar el 31 d'agost de 2001 i es va declarar formalment en fallida el juliol de 2002. Els seus actius es van vendre mitjançant una subhasta a Bid4Assets, tot i que actius no incloïen cap dret sobre la música dels Beastie Boys. Els actius i el catàleg anterior van ser comprats per un grup de fans que al seu torn van fundar GR2 Records.